# Tingshuset i Västerhaninge

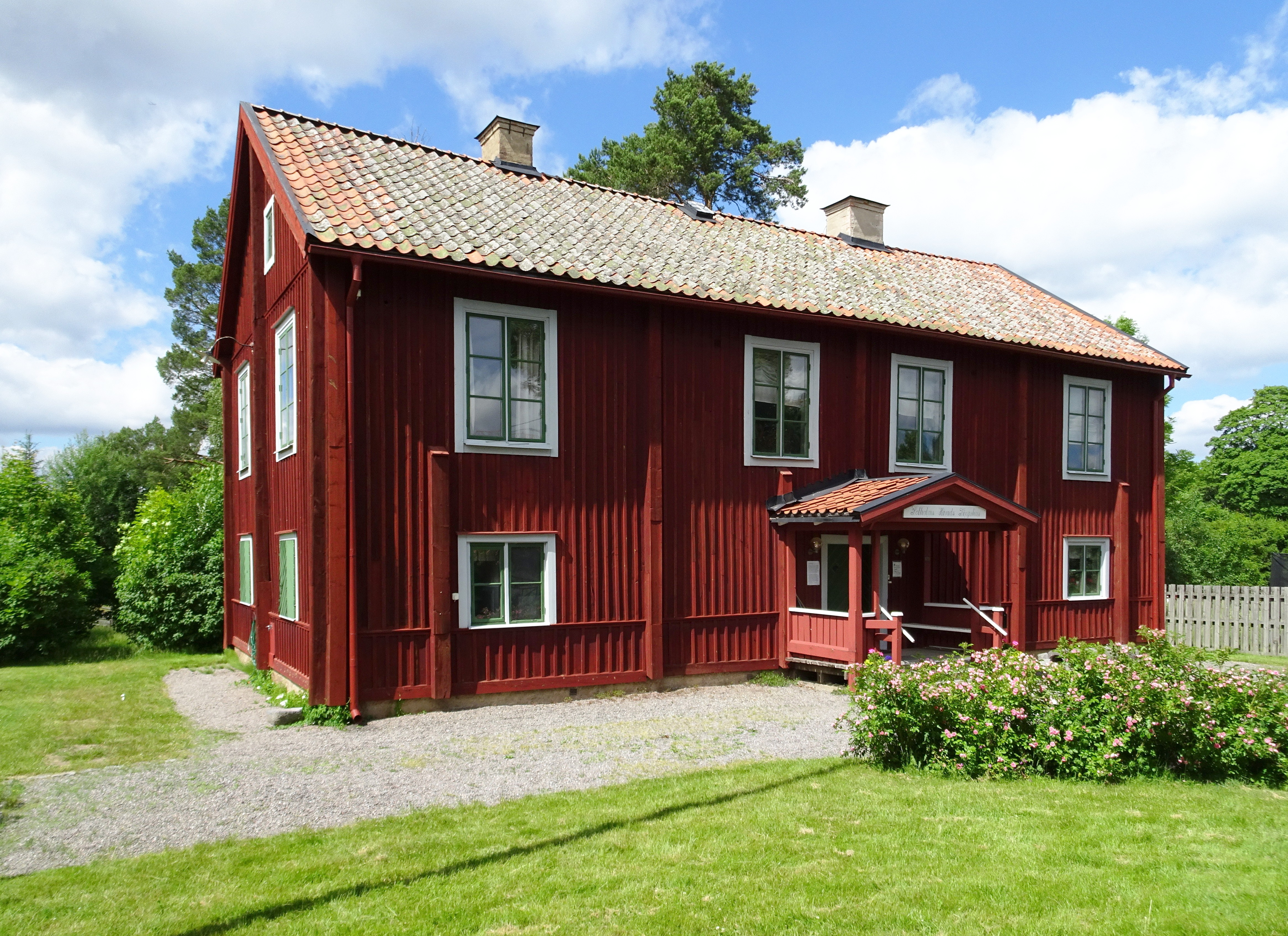
Gamla Tingshuset i Västerhaninge, juni 2021.

Tingshuset i Västerhaninge är en kulturhistoriskt värdefull byggnad och Haninge Hembygdsgilles hembygdsgård belägen vid Nynäsvägen 208 i kommundelen Västerhaninge i Haninge kommun. Bebyggelsen består av flera byggnader som samlats på en tomt strax söder om Västerhaninge kyrka. Huvudbyggnaden utgörs av Sotholms tingslags gamla tingshus från 1735. Tomten är öppen för allmänheten, husens interiörer visas efter överenskommelse.

## Haninge Hembygdsgille

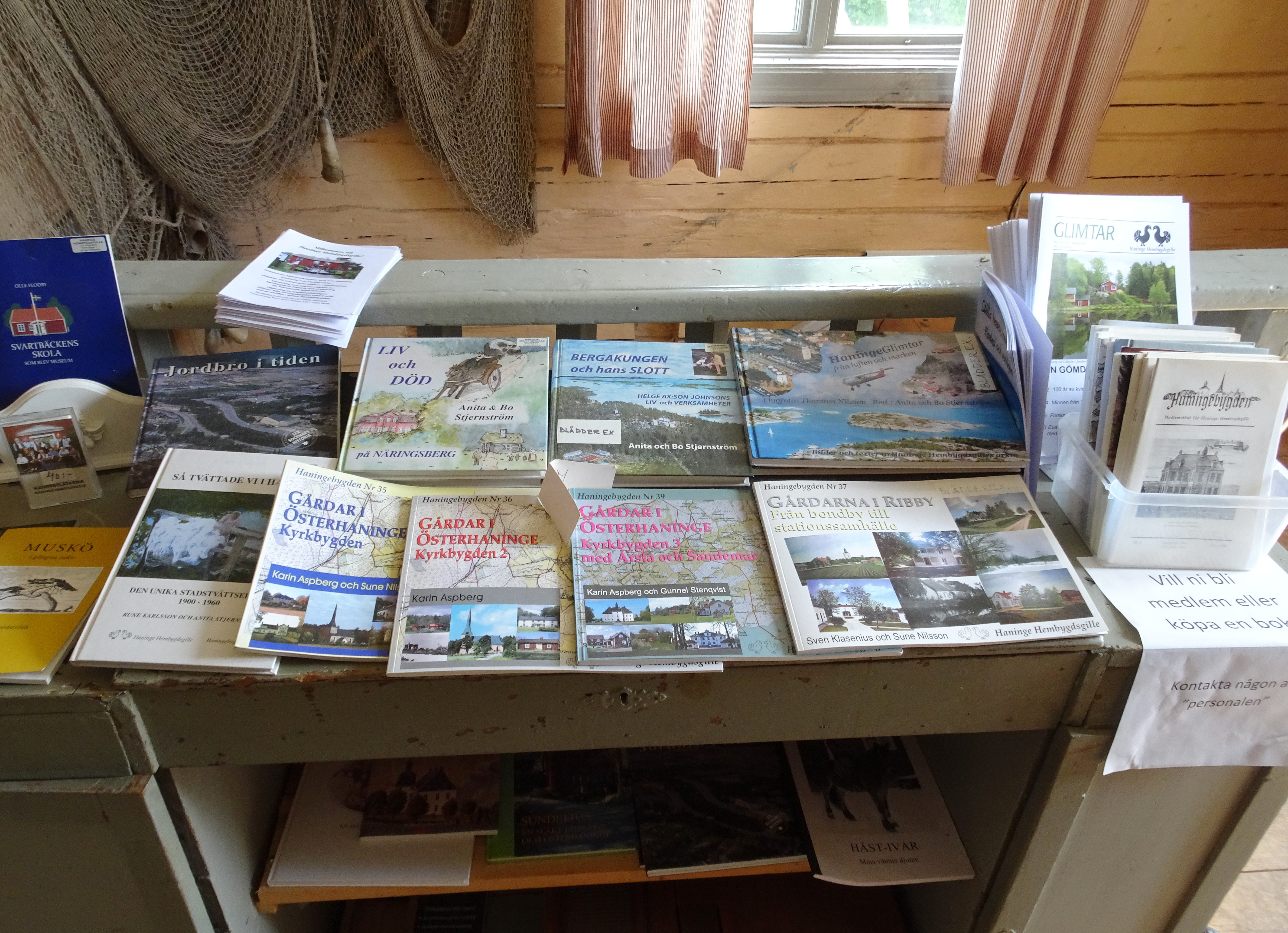
Haninge Hembygdsgille, litteratur.

Haninge Hembygdsgille bildades 1944 med syfte ”att värna om hembygdens miljö och dess kulturliv och föra detta vidare till kommande generationer”. Intresseområdet är Österhaninge och Västerhaninge socknar. Sedan 1988 disponeras tingshustomten och sina byggnader av Haninge Hembygdsgille. I gamla tingshuset har gillet sitt kontor och ett mindre bibliotek samt anordnar möten och aktiviteter. 
Verksamheten bedrivs genom sammankomster, föredrag, studiecirklar och utflykter till intressanta platser i hembygden. Haninge Hembygdsgille disponerar även Svartbäckens skolmuseum och samarbetar med Handens museum och smedja. Medlemstidningen Glimtar från Haningebygden publiceras med fyra nummer per år och i serien Haningebygden utkommer efter hand böcker om hembygden.

## Bebyggelsen
Hembygdsgården bestod 2021 av fyra byggnader: Tingshuset, Janstorpsstugan, Erikslunds lillstuga och Sotingssmedjan. De tre senare har flyttas hit, men även Tingshuset står inte på sin ursprungliga plats. Byggnaden flyttades genom att rulla den på stockar cirka 20 meter in på tomten, när Nynäsvägen skulle breddas 1970.

### Tingshuset

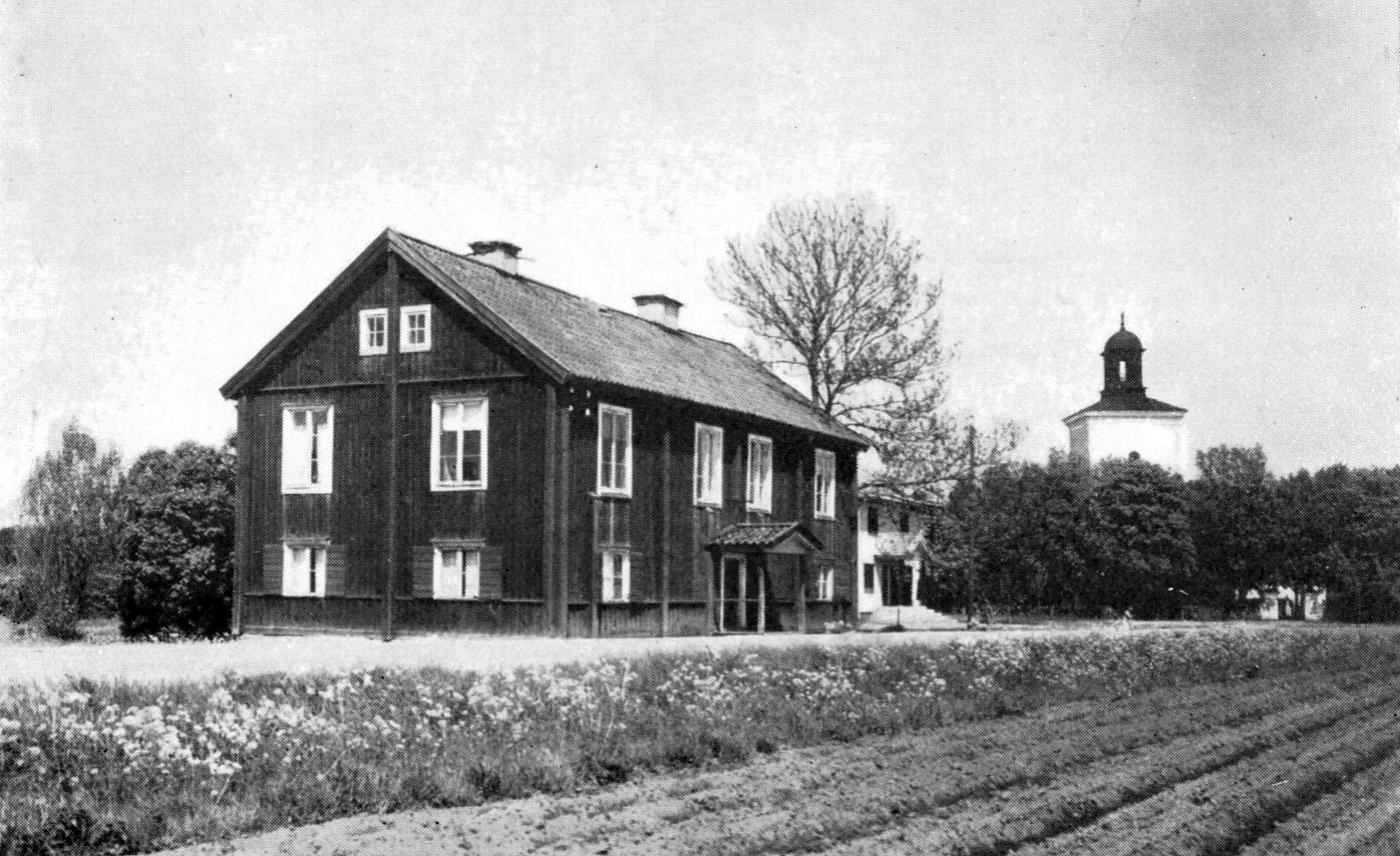
Tingshuset innan flytten.

Byggnadens undre våning uppfördes 1731–1735. Initiativtagare till bygget av ett tingshus var grevinnan Agneta Wrede, dåvarande ägare till Häringe slott. Hon upplevde dock inte det färdiga bygget utan det var hennes svärson Magnus Julius De la Gardie som lät uppföra tingshuset. Vid samma tid tillkom även Tingskrogen som byggdes mittemot. Övre våningsplanet byggdes på 1820-talet av bonden J.O. Lidström. Därefter nyttjade tinget hela övervåningen medan bottenvåningen disponerades av krogen fram till 1844 då den förlorade sina spritutskänkningsrättigheter. Därefter fanns dock matservering och övernattningsrum i huset. Det var vanlig att tingsrätter kunde erbjuda denna service.
I Nya lagberedningens betänkande från 1884 kommenterades tingshuset enligt följande: Tingshuset som är i godt stånd, är uppfördt i två våningar, af hvilka den öfra innehåller sal och tre rum samt den nedra fyra rum och kök. Två rum och kök i nedra våningen äro uthyrda. Mantalsskrifningar och andra dylika förrättningar hållas i tingssalen. Förmak för parter och vittnen saknas.
Sotholms härads tingshus är en långsträckt knuttimrad byggnad, uppförd i två våningar under ett tegelklätt sadeltak. Fasaderna är klädda med faluröd målad locklistpanel, knutlådorna är inklädda och även de rödmålade. Fönstren är vitmålade med fönsterbågar och fönsterluckor i grön kulör. Entrén är placerad mitt på frontfasaden som vetter mot gatan som en gång i tiden var den viktiga färdvägen mellan Stockholm och Nynäshamn (nuvarande Nynäsvägen). Entrén har en enkel omfattning och kröns av ett mindre fronton som innehåller den sentida texten Sotholms Härads Tingshus. Fotografier från 1890-talet visar att huset tidigare hade en öppen veranda som markerade ingången.

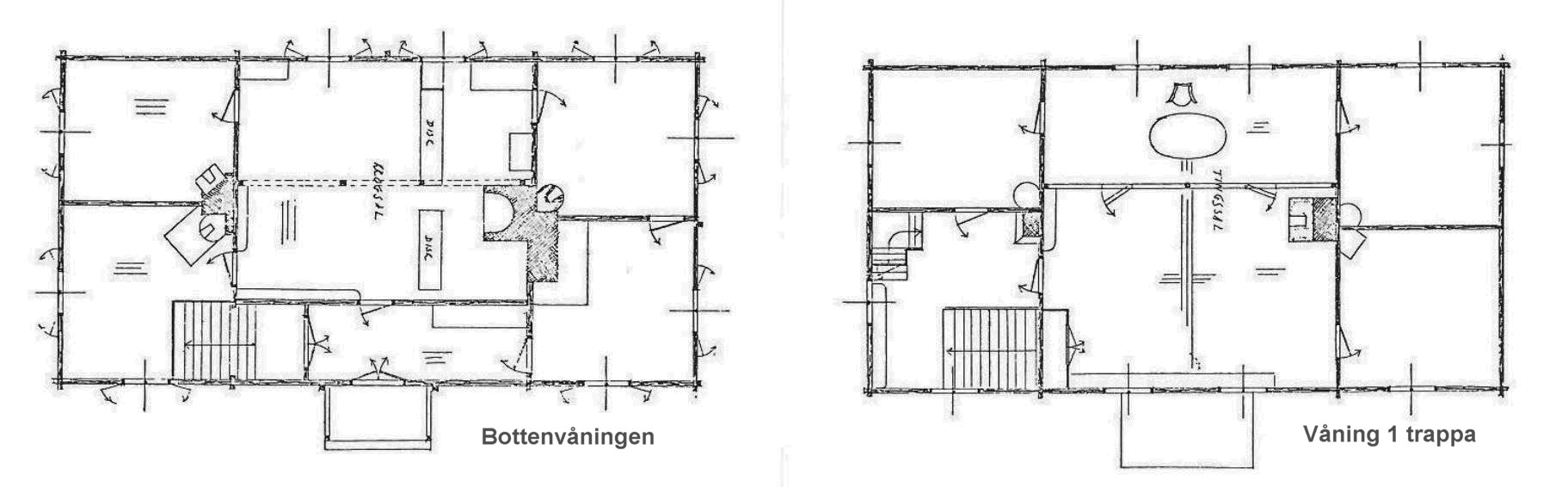
Tingshusets ursprungliga planlösning enligt en uppmätning från 1924.

### Huset får nya funktioner
År 1916 flyttade tingsrätten från Västerhaninge till Södra stadshuset vid Södermalmstorg i Stockholm (numera plats för Stadsmuseet i Stockholm). Därefter användes det gamla tingshuset för bland annat postkontor, mönstringslokal, föreningslokal, handelsbod och av kyrkans församling.
På 1930-talet skänktes huset till Sotholms härads hembygdsförening i Nynäshamn som 1970 lämnade det vidare till Västerhaninge landskommun (sedan 1971 en del av Haninge kommun). Då var byggnaden nergången. I samband med flytten längre in på tomten genomgick den en grundlig renovering. Då försvann många viktiga detaljer, bland annat bottenvåningens fönsterluckor och beslag, alla kakelugnar liksom dörrarna i bottenvåningen och deras beslag inklusive ytterdörrens lås, inventarier från tingssalen, krogsalens öppna spis och en del möbler. Bottenvåningen fick en modern inredning med bland annat kök och toaletter.
Den gamla tingssalen i övervåningen finns bevarad och är i det närmaste intakt. Rummet är i stort sett kvadratiskt och sträcker sig genom hela huskroppen med fönster i två väderstreck. Vid den västra sidan står domarens högresta stol och runda skinnbeklädda bord och vid sidorna nämndens stolar. Ett högt skrank av träspjälor skiljer åhörarna och parterna från rätten. Två grindar kan öppnas i skranket. Menighetens långbänkar finns också bevarade. Den gamla krogsalen i bottenvåningen kan hyras av hembygdsgillet för privata evenemang.

Gamla Tingshuset
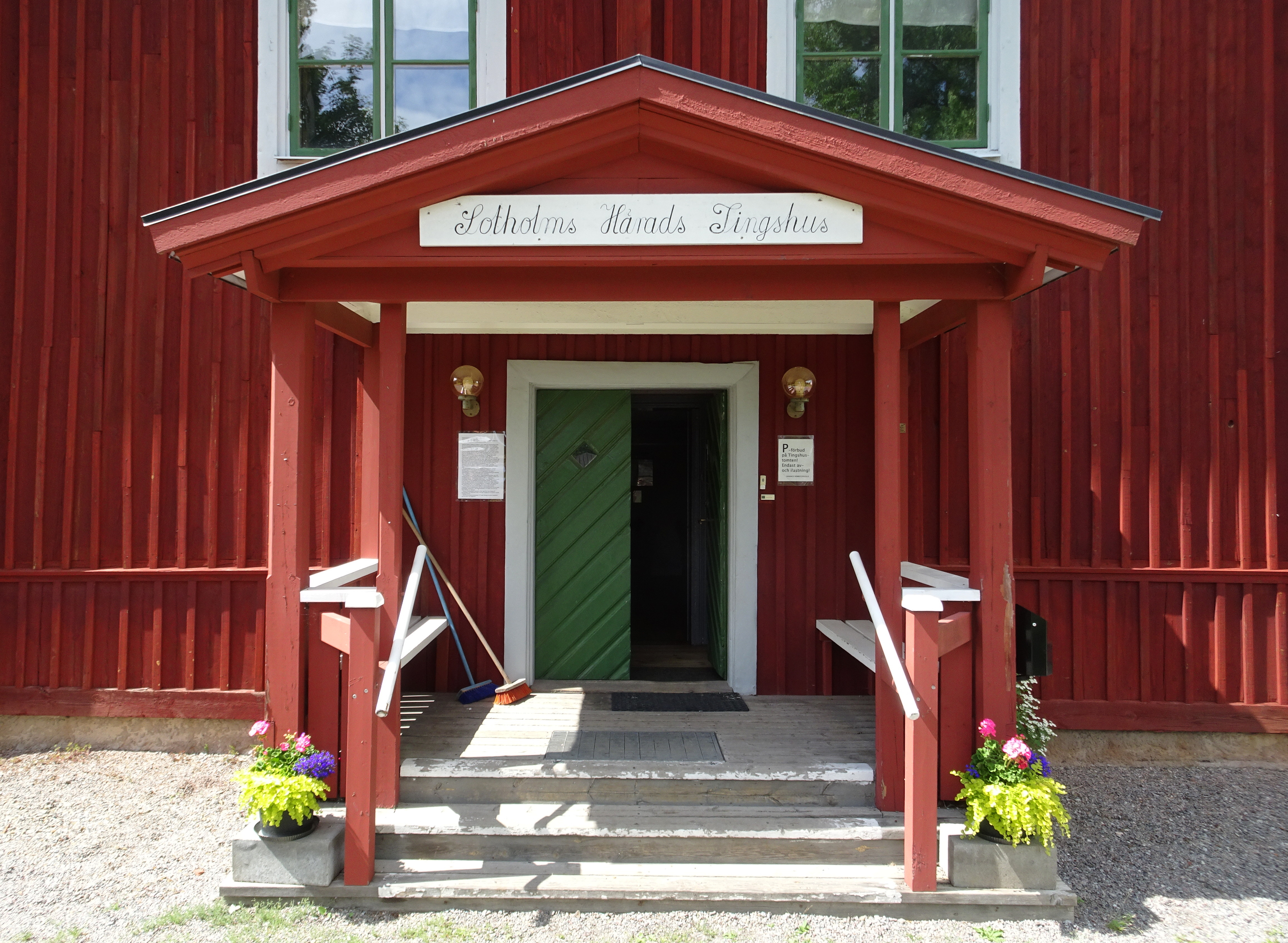
Entrén.
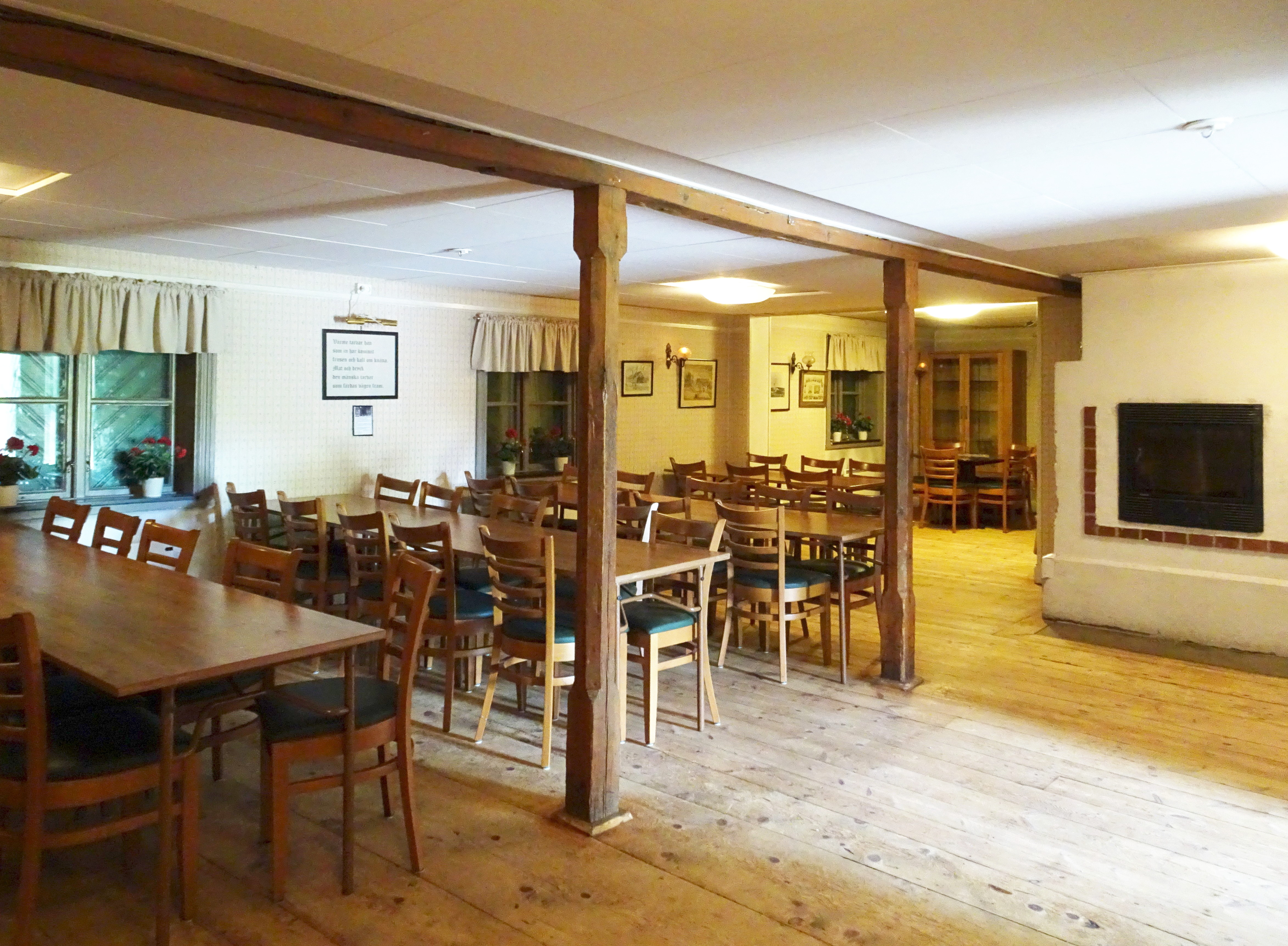
Krogsalen.
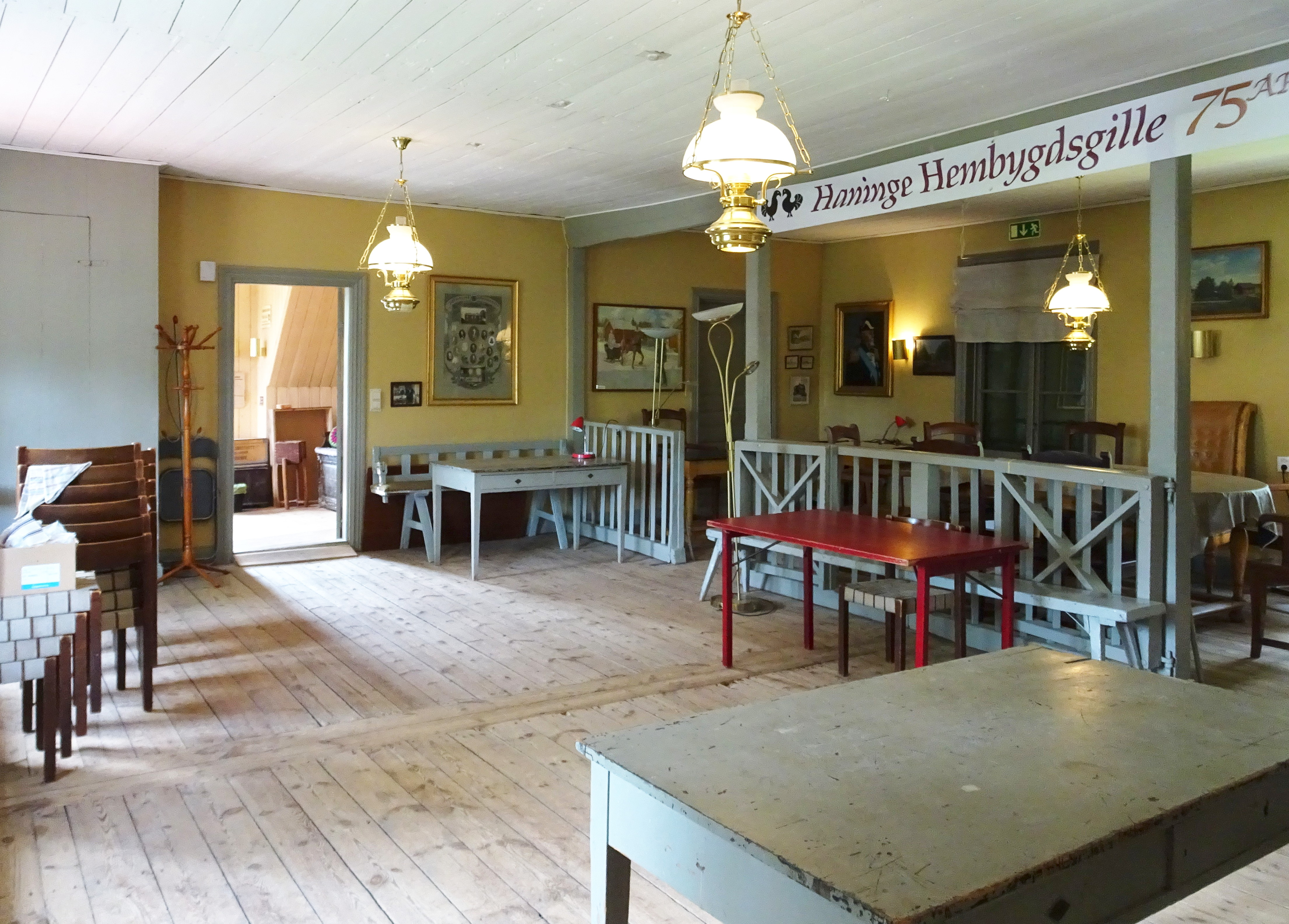
Tingssalen.
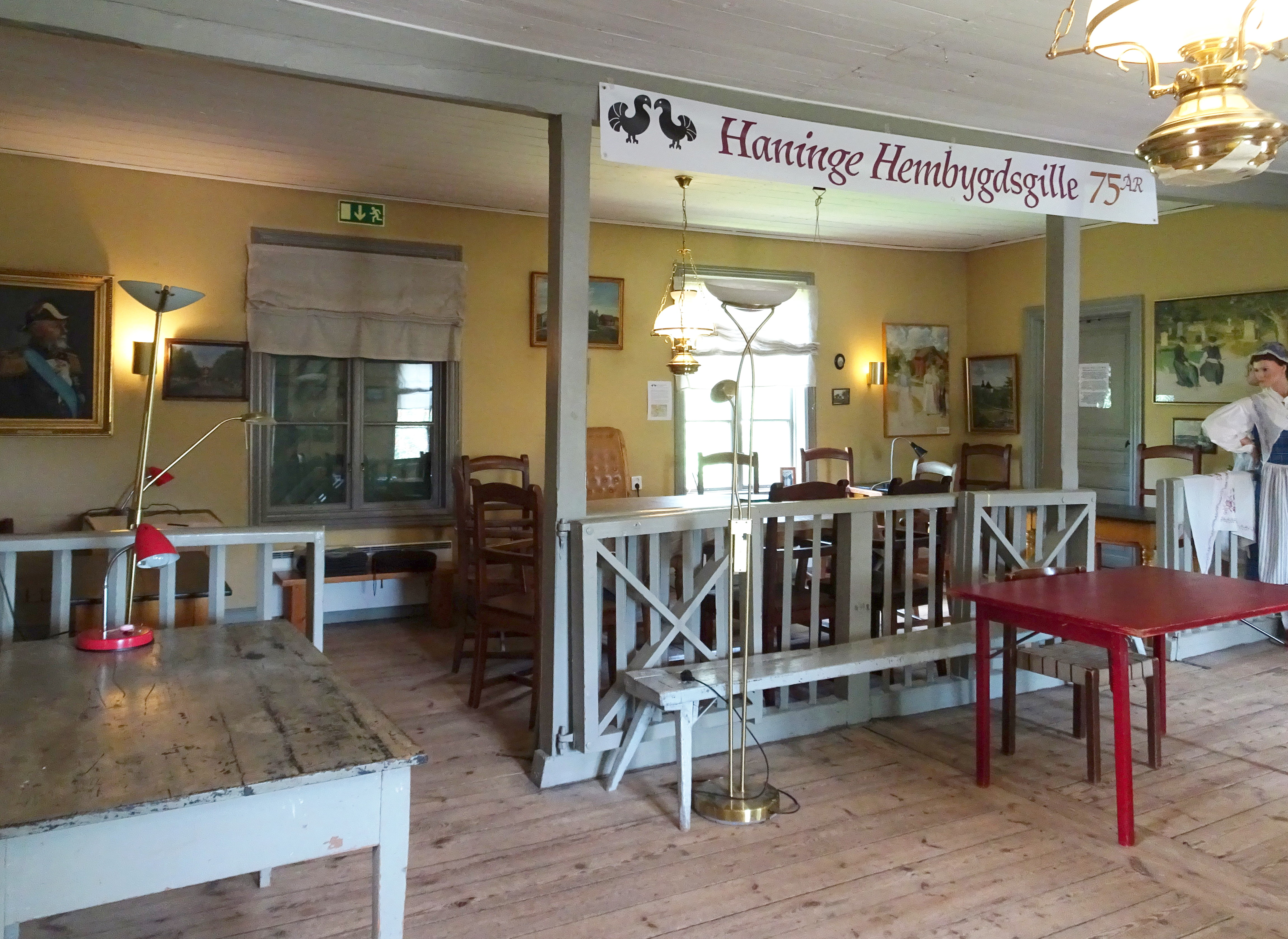
Tingssalen.
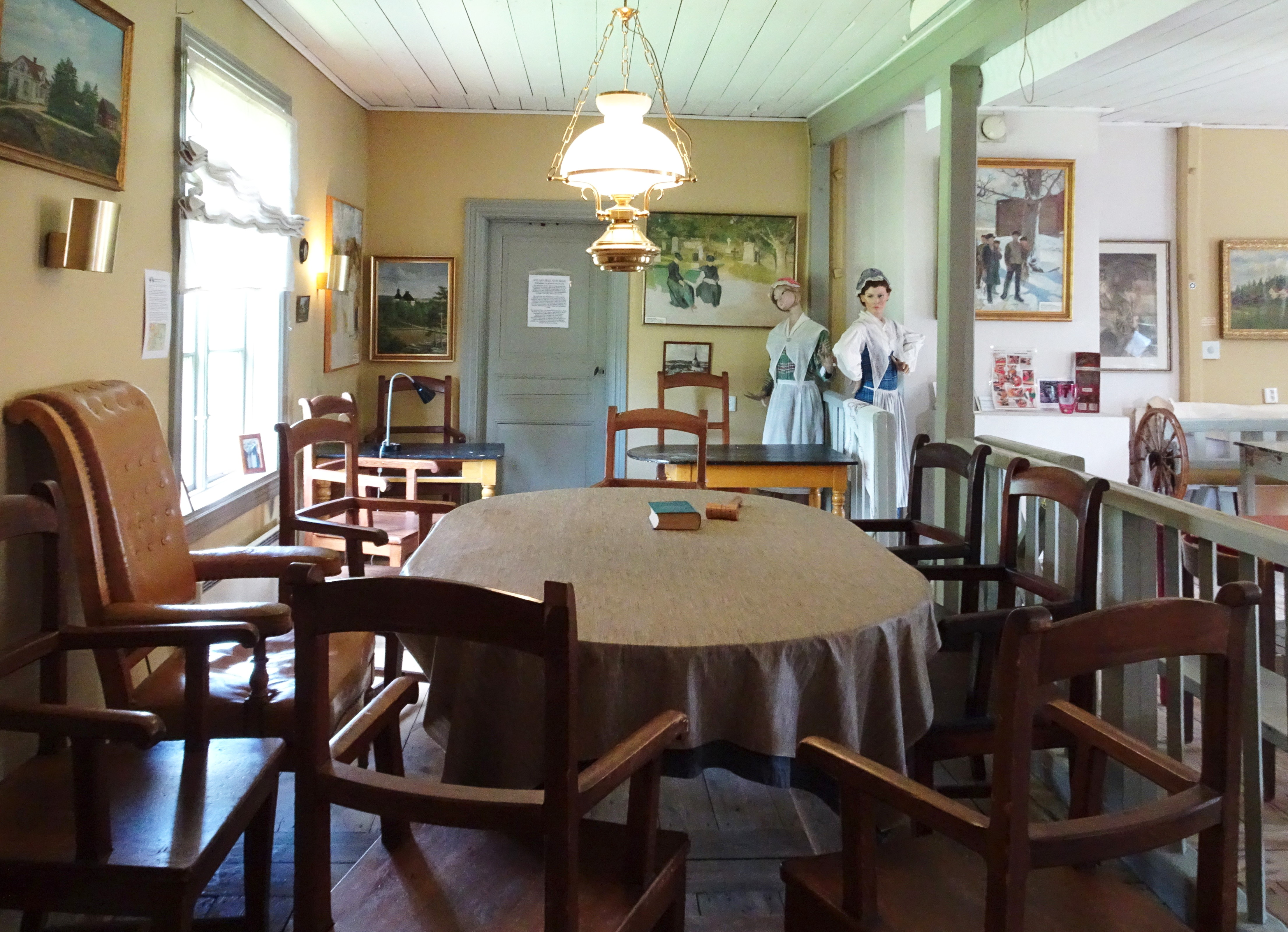
Domarens plats.

### Janstorp
Janstorp var ursprungligen ett torp under Hässlingby gård. Stugan uppfördes som enkelstuga förmodligen 1823 och stod mellan Nynäsvägen och Slätmossen i nuvarande Handen, men kan ha flyttats tidigare. De första torparna var Eric Ersson och Chatarina Andersdotter från Solberga prästgård, som flyttade in 1823. Den sista torparfamiljen hette Engström som kom hit 1921 och bodde kvar till 1981. Två år senare monterades byggnaden ner och återuppfördes på sin nuvarande plats på tingshustomten.

### Erikslunds lillstuga
Erikslunds lillstuga hörde ursprungligen till gården Erikslund (tidigare namn var Nordankärrsvreten) som låg ovanför Svartbäckens by vid Svartsjön. På 1890-talet bestod Erikslund av ett stort boningshus med stallbyggnader, en tvättstuga vid sjön och flera mindre uthus. Lillstugan byggdes av Per Erik Persson och hans hustru Anna Sofia sedan de köpt Erikslund 1875. Deras barn, och sedan barnbarn, bodde kvar till 1988, därefter stod gården tom och blev tillhåll för ungdomar. 1989 brann huvudbyggnaden ner, bara Lillstugan fanns kvar. År 2000 kom Erikslund i kommunens ägo. Haninge Hembygdsgille fick tillstånd att flytta stugan till tingshustomten och 2013 var stugan återuppbyggd.

### Smedjan
Smedjan är den minsta byggnaden på tingshustomten, bara 3×4 meter. Den hörde en gång i tiden till Sotinge gård varför den även kallas Sotingesmedjan. Den siste smeden på Sotingesmedjan hette Einar Andersson som arbetade här till mitten av 1960-talet. År 2000 fick Haninge Hembygdsgille ta hand om den lilla smedjan som då var i dåligt skick. Gillet monterade ner den i hela väggsektioner och återuppförde huset 2006 på tingshustomten inklusive sin gamla ässja. 

Övriga byggnader
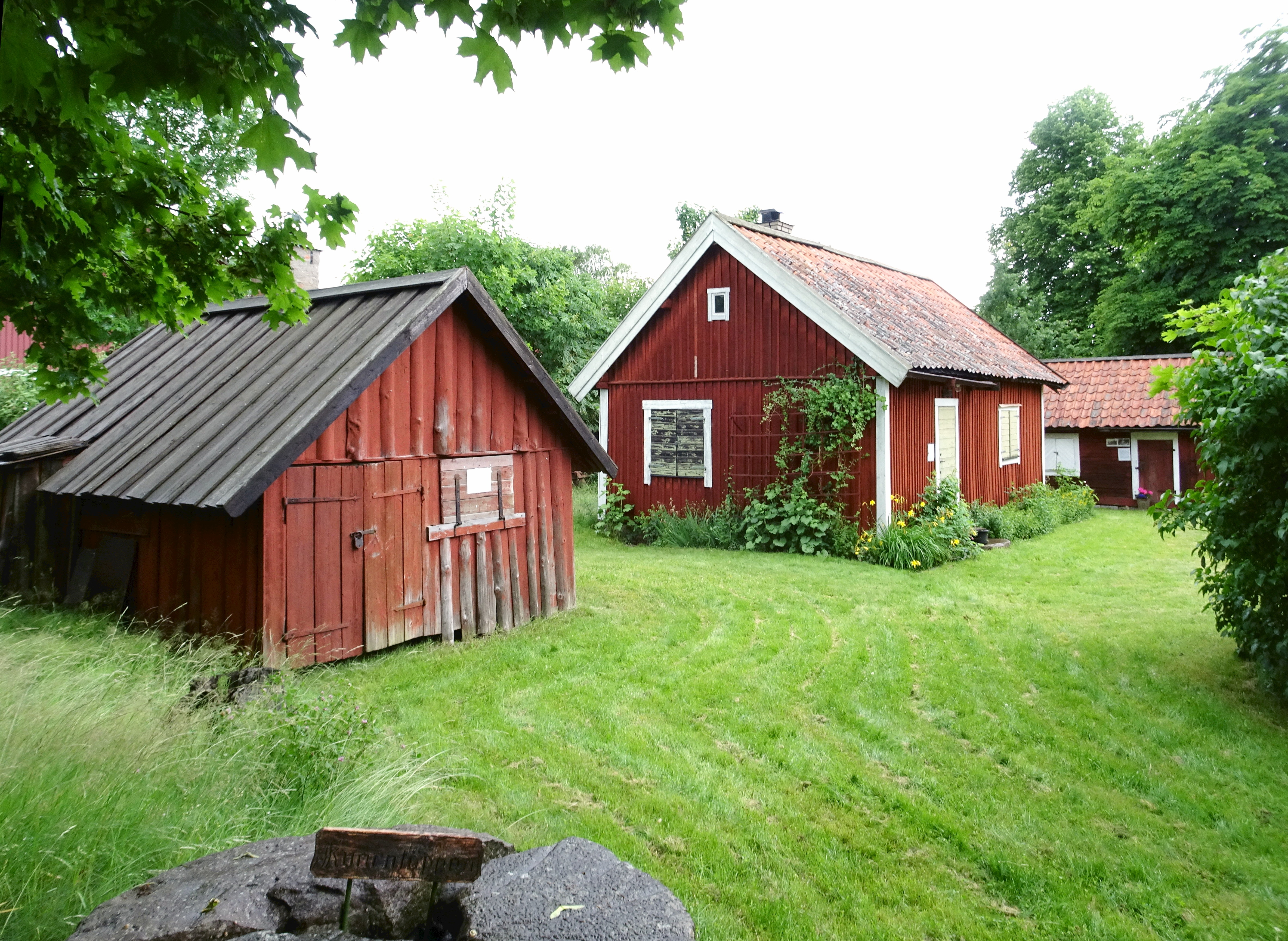
Smedjan och Janstorp. Erikslunds lillstuga längst bort.
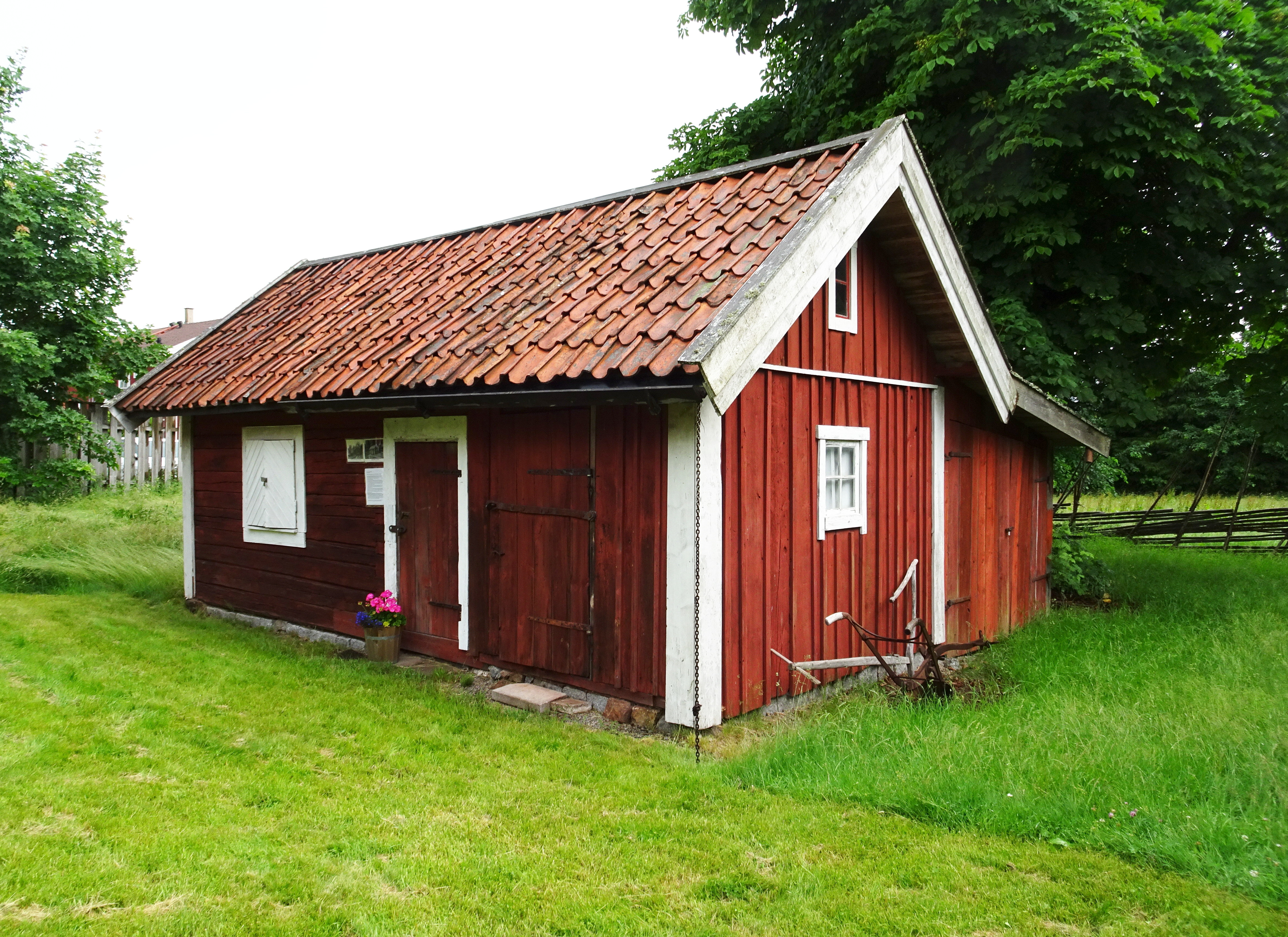
Erikslunds lillstuga.
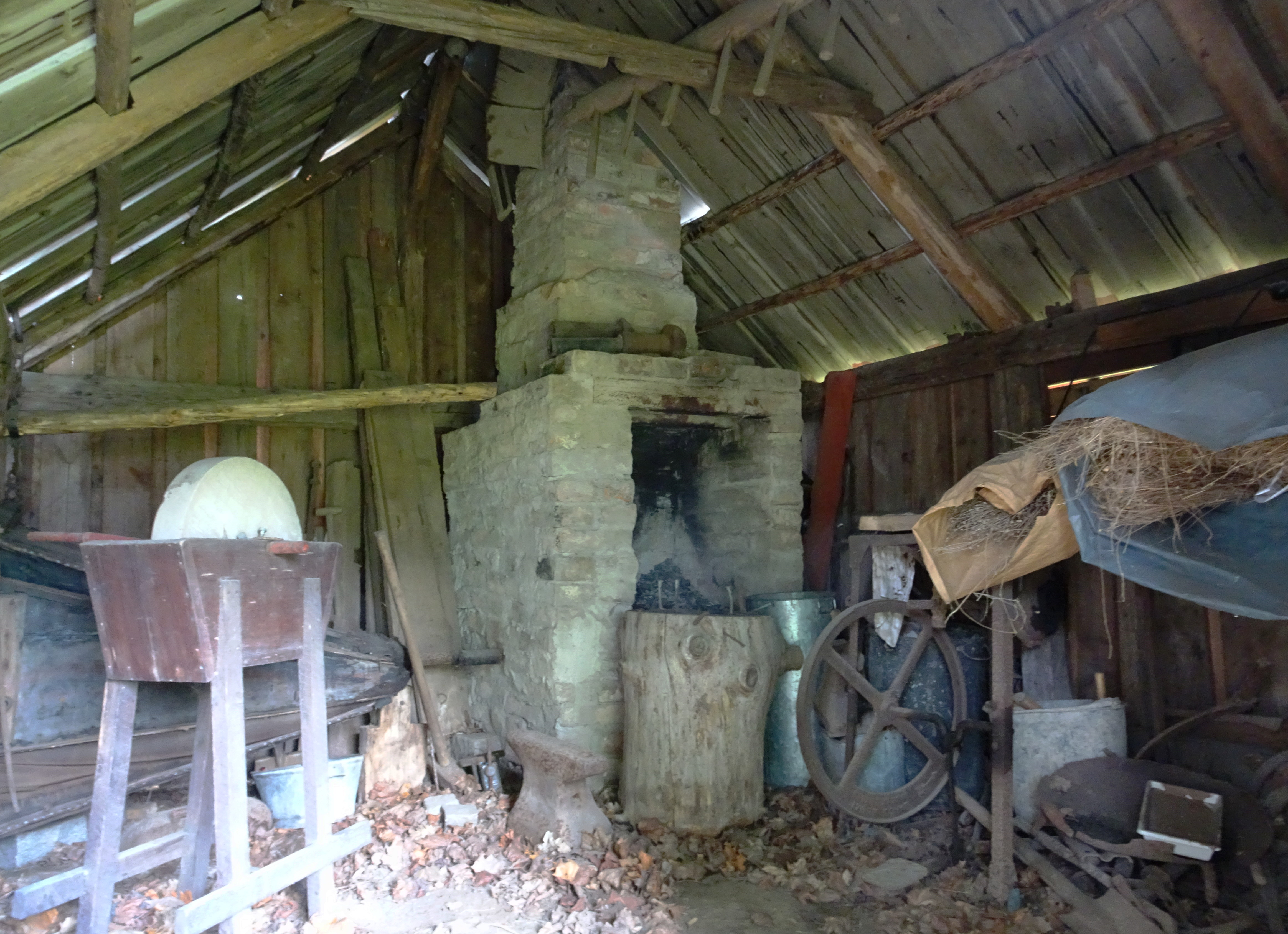
Smedjan, interiör.
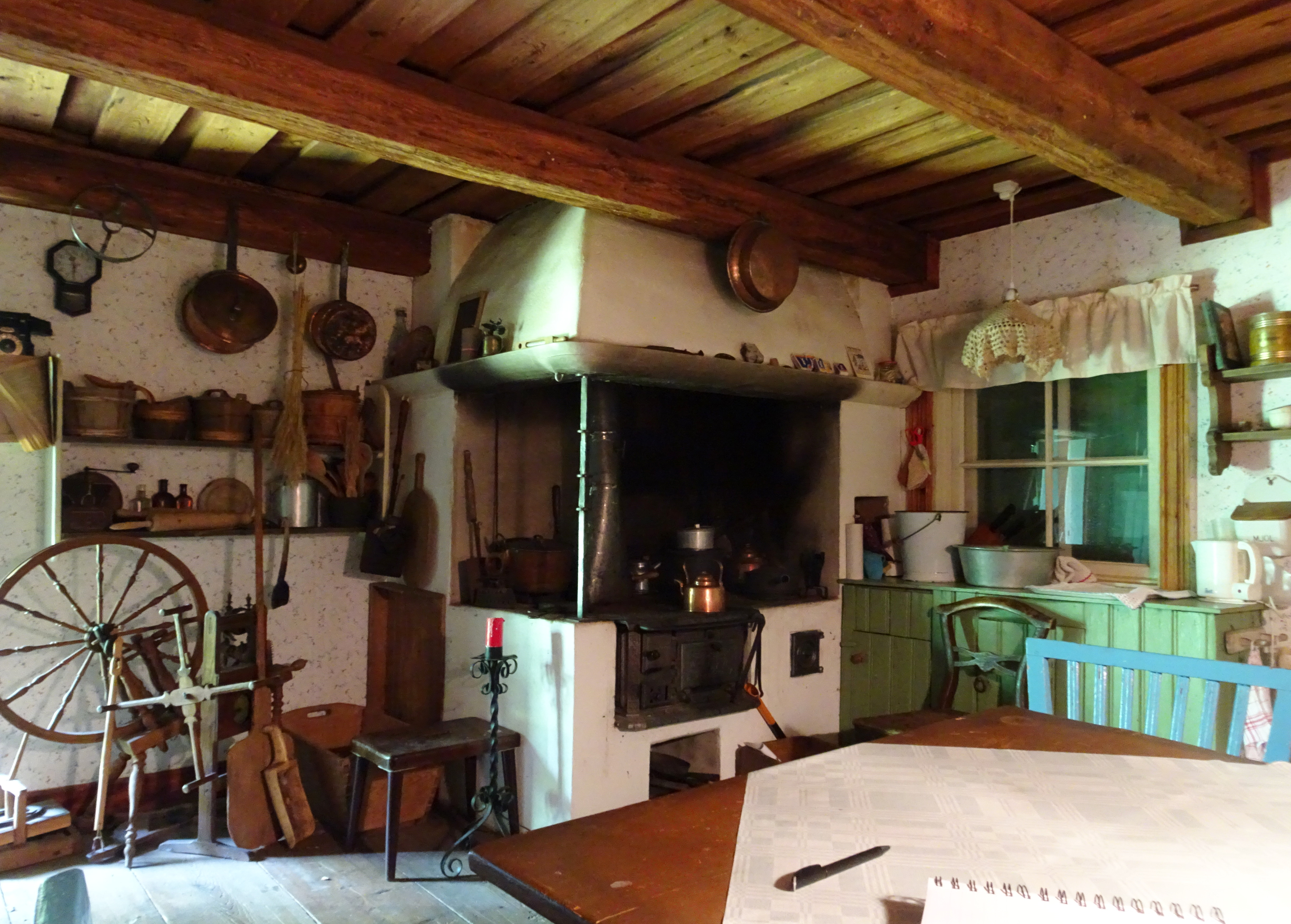
Janstorp, interiör.
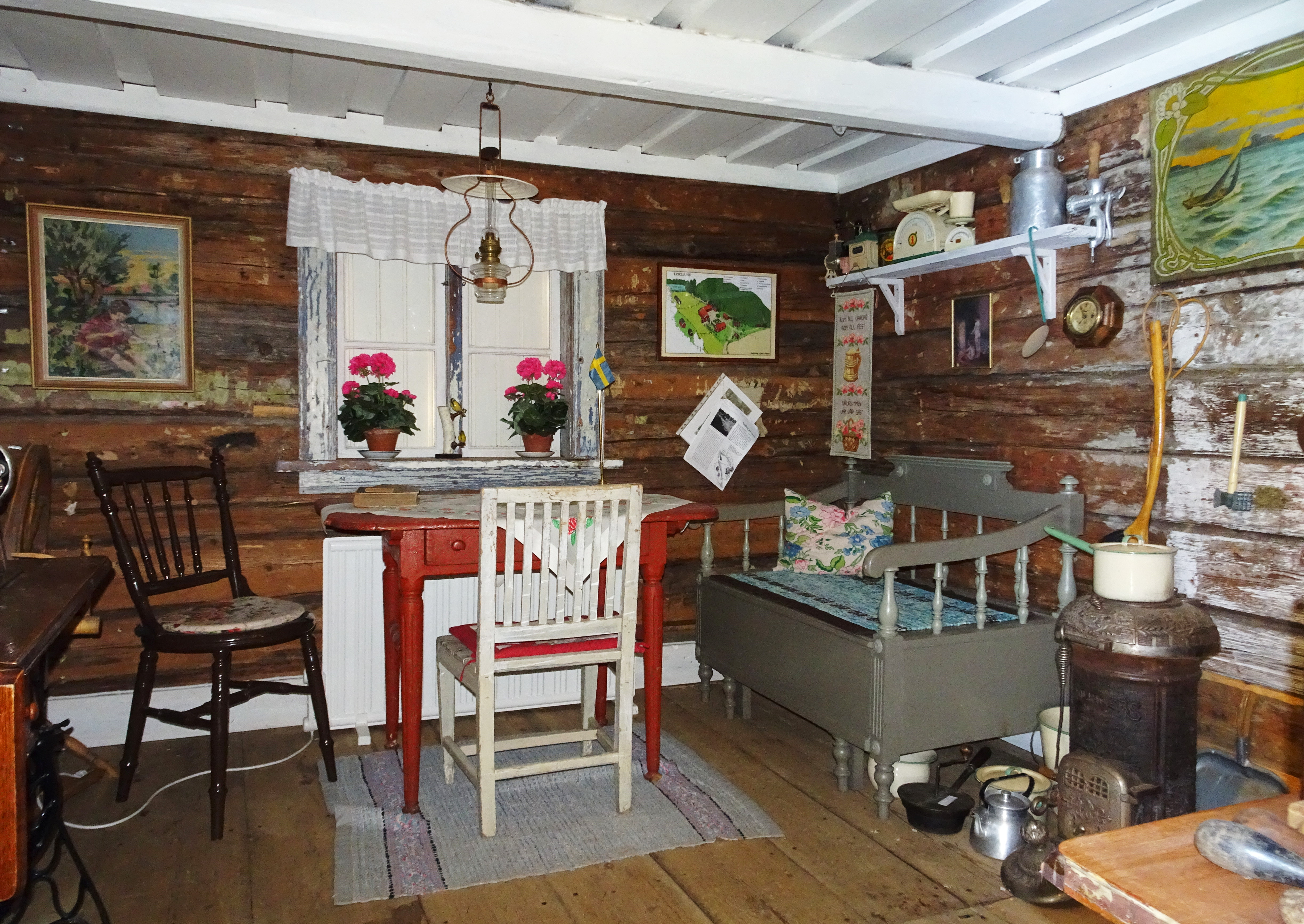
Erikslunds lillstuga, interiör.

### Övrigt
På tomten finns även en så kallad skyttesten som flyttats hit 1984. Den hade använts som måltavla av skyttegillet på skjutbanorna på Ribby gård. Skyttesten är en stor, cirka två meter hög  bautasten med inristade ringar. På stens vänstra sida syns årtalet 1870. För att kunna avläsa skyttens träffar var stenens yta täckt med svart bläck och ett vitt centrum. När man sköt uppstod märken på stenens yta som fick bättras mellan övningarna.